# Lichtenau (Baden-Wurtemberg)
Lichtenau es una ciudad alemana situada en el estado federado de Baden-Wurtemberg. Tiene una población estimada, a fines de 2021, de 4975 habitantes.
Es la ciudad más meridional del distrito de Rastatt, ubicada en la orilla derecha del Rin Superior, a una distancia de 25 km de Estrasburgo.
Sus barrios son: Lichtenau, Scherzheim, Ulm, Muckenschopf y Grauelsbaum.

## Historia
La ciudad fue fundada por el entonces obispo de Estrasburgo, Konrad III, que comenzó a construir un castillo en 1293.

## Hermanamientos
Lichtenau ha firmado vínculos de cooperación perdurables, en carácter de hermanamiento, con la siguiente ciudad:
- Piedras Blancas (Argentina), Provincia de Entre Ríos, República Argentina (31 de mayo de 2018)[6]